# Ayano Nagai
Pas d'image ? Cliquez ici

b Matchs officiels uniquement.
Ayano Nagai (永井 彩乃, Naga'i Ayano) est une joueuse internationale de rugby à XV japonaise née le 14 octobre 1997, évoluant au poste de deuxième ligne.

## Biographie
Ayano Nagai naît le 14 octobre 1997. En 2022, elle joue pour le club des Yokohama TKM (ja). Elle a déjà 11 sélections en équipe nationale quand elle est retenue en septembre 2022 pour disputer sous les couleurs de son pays la Coupe du monde de rugby à XV en Nouvelle-Zélande.